# Kapfelberg (Kelheim)
Kapfelberg ist ein Gemeindeteil der Kreisstadt Kelheim im niederbayerischen Landkreis Kelheim.

## Lage
Das Pfarrdorf liegt auf einem Bergkegel nördlich der Donau, etwa sechs Kilometer östlich von Kelheim.

## Geschichte
Die ältesten Nachweise über eine vorzeitliche Besiedlung des Kapfelberger Raumes bilden Feuersteingeräte. In der Gegend um Kapfelberg haben sich damit schon vor 3000 bis 4000 Jahren Menschen niedergelassen, die vermutlich der Jagd und dem Fischfang nachgingen.
Das in Altbayern gelegene Land um Kapfelberg gehörte im hohen Mittelalter zum Teil den Reichsfreiherrn von Laaber, daneben besaß das Domkapitel zu Regensburg in Lindach eine Herdstelle.
Die Geschichte des Ortes Kapfelberg ist untrennbar mit dem Abbau von Steinen, der mindestens schon während der Römerzeit begann, verbunden. Aus dem Römerbruch wurden zumindest seit dem 1. oder 2. Jahrhundert n. Chr. bis 1831 sowohl Kalk- als auch Grünsandstein-Hausteine gewonnen. Erst 1927 wurde die Nutzung des Steinbruchs endgültig eingestellt. Der „Kapfelberger Stein“ ging früher auf dem Wasserweg nicht nur nach Regensburg zum Bau des Römerlagers Castra Regina, sondern auch zum Bau der Steinernen Brücke in der Zeit von 1135 bis 1146, des Doms zu Regensburg und nach Passau sowie nach Wien zum Bau des Stephansdoms.
Kapfelberg blieb bis 1977 eine politische Gemeinde und wurde antragsgemäß mit Stichtag 1. Januar 1978 in die Stadt Kelheim eingegliedert.

## Kirchen
- Die Katholische Chorturmkirche Maria Immaculata zu Kapfelberg soll um ca. 1600 erbaut worden sein.[2]

## Vereine
- Gartenbauverein Kapfelberg & Umgebung e. V. gegründet 1952.[3]
- Krieger- und Soldatenverein Kapfelberg und Umgebung e. V. gegründet 1956[4]
- SpVgg Kapfelberg e. V. gegründet 1961.[5]

## Verkehr
Die Buslinie VLK 6038 der Regionalbus Ostbayern GmbH bedient sechs Haltestellen im Ort.